# Patrice Lumumba

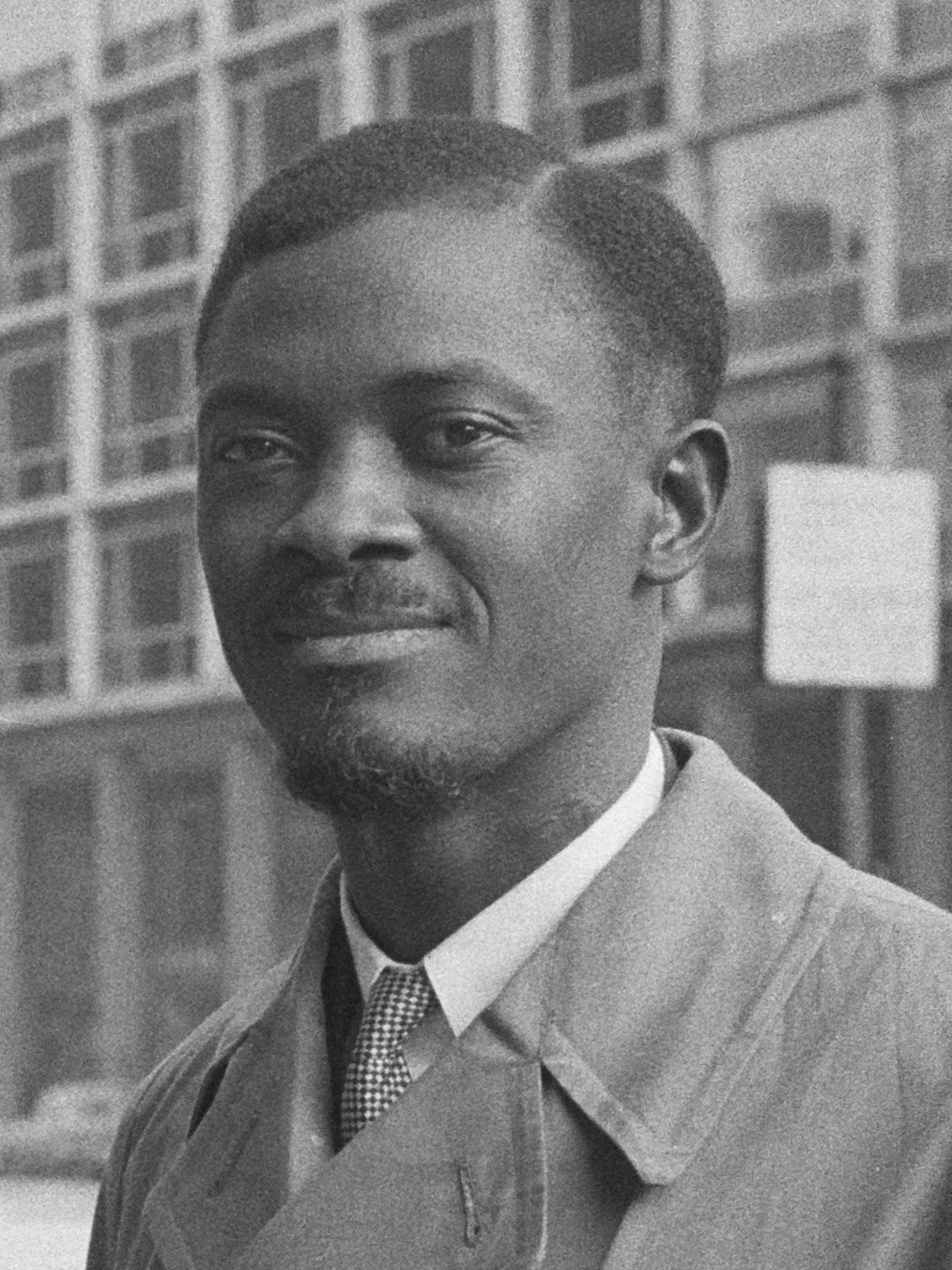
Patrice É. Lumumba (1960)

Patrice Émery Lumumba (* 2. Juli 1925 in Onalua bei Katako-Kombé als Élias Okit'Asombo; † 17. Januar 1961 bei Élisabethville in Katanga) war ein kongolesischer Politiker. Er war von Juni bis September 1960 erster Premierminister des unabhängigen Kongo (heute Demokratische Republik Kongo) und einer der Vorkämpfer der afrikanischen Unabhängigkeitsbewegung.
Zunächst hatte er eine bedeutende Rolle dabei gespielt, das Land friedlich aus der belgischen Kolonialherrschaft heraus in die Unabhängigkeit zu führen. Später wurde er im Rahmen der Kongokrise auf Betreiben der Regierungen der USA und Belgiens von Joseph Kasavubu abgesetzt. Als Hauptgrund hierfür gelten wirtschaftliche Interessen beider Nationen; hinzu kam die geostrategische Bedeutung Kongos im Kalten Krieg.
Der spätere Präsident Mobutu Sese Seko ließ Lumumba festnehmen und den Behörden von Katanga übergeben. Er wurde 1961 im Beisein belgischer Offiziere und Beamter von einem Erschießungskommando des Katanga-Staates ermordet. Als charismatischer Anführer und Opfer im Kampf um die Freiheit des Kongo von der kolonialen Herrschaft wurde er zu einer Symbolfigur des antiimperialistischen Kampfes in Afrika.

## Leben

### Werdegang und politische Anfänge
Lumumbas Geburtsname war Élias Okit'Asombo. Erst später nannte man ihn Lumumba, was „aufrührerische Massen“ heißt. Der Journalist Reymer Klüver vermerkt zur Deutung des Namens dagegen: „Denn er hat die Qualitäten eines Wortführers: Lumumba bedeutet in der Sprache der Batetela so viel wie ‚Mannschaft‘.“ Wegen seines Verhaltens musste er die Schule, die protestantische Missionsschule Fathers Passionists, verlassen; er konnte in Stanleyville eine Ausbildung als Postbeamter beginnen. Wegen Veruntreuung verbüßte er eine Gefängnisstrafe.
Später eignete er sich über Fernkurse juristische und literarische Kenntnisse an. 1946 wurde Lumumba Schalterbeamter im Postamt von Yangambi und wenig später Angestellter des Postscheckamtes von Stanleyville. Er war im Club der „évolués“ (gebildete Afrikaner) aktiv, organisierte kulturelle Veranstaltungen, nahm an wissenschaftlichen Untersuchungen teil und schrieb ab 1952 Beiträge für Periodika wie La Croix du Congo oder La voix du Congolais. Zunächst gehörte er liberalen Kreisen an, später engagierte er sich in der Beamtengewerkschaft l’Apic, die rein kongolesisch organisiert war.
1958 war er einer der Gründer der für die Unabhängigkeit des Kongo eintretenden Partei Mouvement National Congolais-Lumumba (MNC-L), die sich als einzige Partei des Kongo in sämtlichen Landesteilen verankern konnte. Bald darauf nahm er dort eine führende Position ein. Als Wortführer der Unabhängigkeitsbewegung wurde er im Oktober 1959 verhaftet, gefoltert und am 25. Januar 1960 freigelassen, um noch an der Konferenz am runden Tisch in Brüssel teilnehmen zu können. Anschließend reisten er und zwei Führungskader des MNC-L auf Einladung von Elsie Kühn-Leitz nach Wetzlar, wo sie mit Vertretern der westdeutschen Wirtschaft und des westdeutschen Staates in Kontakt gebracht wurden. Als Gegenleistung für etwaige Hilfen bei den anstehenden Wahlen zum National- und den Regionalparlamenten gab Lumumba die schriftliche Zusage, den MNC-L politisch an den Westen zu binden. Er arbeitete eng mit der Freiheitskämpferin Andrée Blouin zusammen.

### Zeit als Ministerpräsident

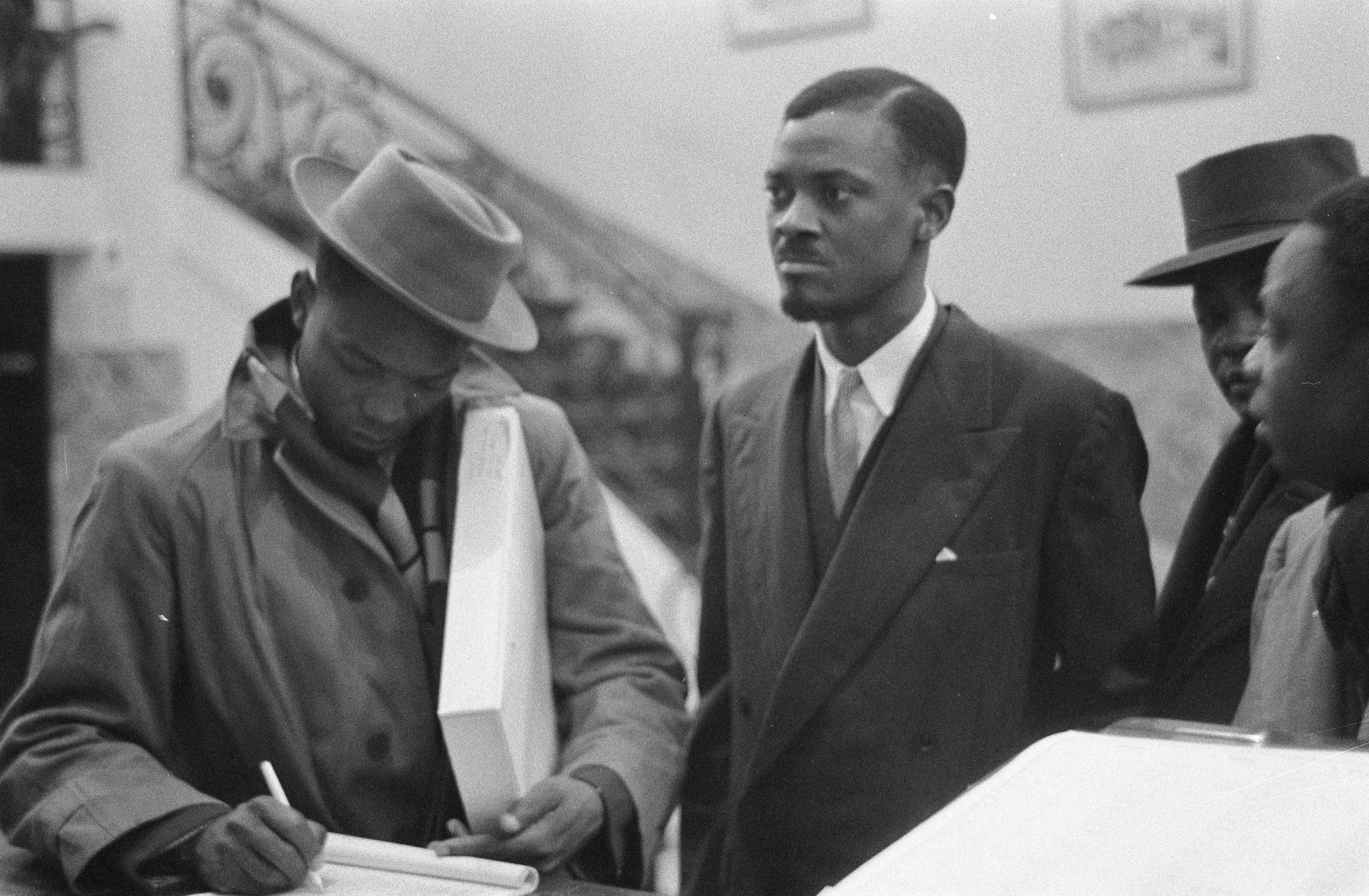
Lumumba beim belgisch-kongolesischen Runden Tisch (Table ronde belgo-congolaise) 1960 in Brüssel

Aus den ersten Parlamentswahlen vom 25. Mai 1960 ging Lumumbas Partei, der Mouvement National Congolais, als stärkste politische Kraft hervor. Als am 30. Juni 1960 der Kongo seine Unabhängigkeit von Belgien erlangte, wurde Lumumba – trotz großen Widerstandes der weißen Siedler und der führenden Oberschicht des Landes – erster Ministerpräsident der in die Freiheit entlassenen jungen Republik. Das Amt des Staatspräsidenten ging an Joseph Kasavubu (1910–1969; im Amt von 1960 bis 1965).
Schon während des Festaktes zur Unabhängigkeitsfeier trat Lumumba als entschiedener Verfechter von Freiheit und Würde hervor. In einer Rede widersprach er dem belgischen König Baudouin (1930–1993), der die „Errungenschaften“ und die „zivilisatorischen Verdienste“ der Kolonialherrschaft lobte. In Anwesenheit des Königs und der versammelten Honoratioren aus dem In- und Ausland widersprach er dieser Geschichtsauffassung und prangerte – an König Baudouin gewandt – die Unterdrückung, Missachtung und Ausbeutung durch die belgische Kolonialverwaltung an.

„[…] erniedrigender Sklaverei, die uns mit Gewalt auferlegt wurde. […] Wir haben zermürbende Arbeit kennengelernt und mussten sie für einen Lohn erbringen, der es uns nicht gestattete, den Hunger zu vertreiben, uns zu kleiden oder in anständigen Verhältnissen zu wohnen oder unsere Kinder als geliebte Wesen großzuziehen. […] Wir kennen Spott, Beleidigungen, Schläge, die morgens, mittags und nachts unablässig ausgeteilt wurden, weil wir Neger waren. […] Wir haben erlebt, wie unser Land im Namen von angeblich rechtmäßigen Gesetzen aufgeteilt wurde, die tatsächlich nur besagen, dass das Recht mit dem Stärkeren ist. […] Wir werden die Massaker nicht vergessen, in denen so viele umgekommen sind, und ebenso wenig die Zellen, in die jene geworfen wurden, die sich einem Regime der Unterdrückung und Ausbeutung nicht unterwerfen wollten.“

Nach dieser Rede wollte König Baudouin den Kongo zunächst sofort verlassen, doch seine Minister rieten ihm, aus Höflichkeit zum Abschlussdinner zu bleiben. Bei diesem Dinner versuchte Lumumba, König Baudouin mit einer Lobrede über Errungenschaften in Belgien außerhalb der Kolonialherrschaft zu versöhnen.
Die Belgier entließen den Kongo nach der langen Kolonialherrschaft völlig unvorbereitet in die Unabhängigkeit. Während der Kolonialzeit scherte sich das „Mutterland“ kaum um gerechte Zustände, soziale Wohlfahrt, medizinische Versorgung oder das Bildungssystem. Es gab keine kongolesischen Offiziere. Im gesamten Staatsdienst waren nur drei Kongolesen in leitenden Positionen tätig, und landesweit gab es lediglich 30 Kongolesen mit akademischer Ausbildung. Dafür waren die belgischen und westlichen Interessen an den strategisch wichtigen Mineralressourcen des Kongo (Uran, Kupfer, Gold, Zinn, Cobalt, Diamanten, Mangan, Zink) umso größer. Hinzu kamen Agrarressourcen wie Baumwolle, Edelholz, Kautschuk und Palmöl. Die mit der Ausbeutung verbundenen immensen Investitionen auf wirtschaftlicher Ebene einerseits und die bewusste Vernachlässigung der menschlichen Ressourcen, des Bildungssystems und der sozialen Institutionen andererseits verschafften den Kolonialherren die Möglichkeit, das Land auch nach der Unabhängigkeit faktisch unter Kontrolle zu halten.
Die belgische Regierung unter Gaston Eyskens sah Lumumba als eine Gefahr an, da er als Sozialist die reichen Bergbau- und Plantagen-Gesellschaften verstaatlichen wollte. Der belgische Staat übte auf die Medien Druck aus, um das Image Lumumbas zu ruinieren. Die belgische Presse bezeichnete ihn als Kommunisten und Anti-Weißen, was er immer zurückwies. Eine westdeutsche Zeitungskarikatur bezeichnete Lumumba sogar als Negerpremier.
Lumumba versuchte, die heterogenen Kräfte zu einen, die Einheit des Landes zu bewahren und seine Partei zu einer einheitlichen nationalen Bewegung nach dem Vorbild Ghanas unter Kwame Nkrumah aufzubauen. Dem standen die im Kongo verbliebenen Weißen – Siedler, Geschäftsleute und die nach wie vor unter der Führung von belgischen Offizieren stehende Armee –, aber insbesondere die Großmacht USA entgegen.
Zuvor hatte Lumumba bei einem Besuch bei US-Präsident Dwight D. Eisenhower nicht die gewünschte Unterstützung erhalten, und es wurde der US-Seite klar, dass Lumumbas Politik die Interessen amerikanischer Unternehmen gefährden würde, die am belgischen Monopol der Mineralausbeutung in der Provinz Katanga beteiligt waren. Einige Wochen später wurde von Mitarbeitern der Joint Chiefs of Staff bei einer informellen Konferenz mit Vertretern von Central Intelligence Agency (CIA), State Department und Department of Defense die Ermordung Lumumbas vorgeschlagen. Als Lumumba die Sowjetunion um militärische Unterstützung gegen die belgischen Truppen bat, kam sein vom CIA abgefangenes Telegramm schneller in Washington als in Moskau an. Der Kalte Krieg war auf dem Höhepunkt, und der Widerstand gegen Lumumba konnte mit der Behauptung gerechtfertigt werden, dass er beabsichtige, das Land dem Einflussbereich der Sowjetunion zuzuführen.
Am 12. Juli 1960 begab sich Lumumba in die abtrünnige Provinz Katanga. Dort stationierte belgische Truppen verweigerten seinem Flugzeug jedoch die Landeerlaubnis. Lumumba und Staatschef Kasavubu ersuchten darauf die Vereinten Nationen (UN) und deren Generalsekretär Dag Hammarskjöld um Hilfe und erklärten Belgien den Krieg. Belgien verstärkte daraufhin seine Truppenpräsenz in Katanga, und die UN entsandten erste Verbände nach Léopoldville.
Im August 1960 wies CIA-Direktor Allen Welsh Dulles die Niederlassung in Kinshasa an, für die Entfernung von Lumumba aus dem Amt des Ministerpräsidenten zu sorgen. Zuerst versuchten dies die CIA-Agenten in Kooperation mit dem belgischen Geheimdienst mit politischen Mitteln zu erreichen. Abgeordnete wurden bestochen, damit sie ein Misstrauensvotum gegen Lumumba initiierten, Demonstrationen orchestriert und ein Kontakt mit Mobutu hergestellt, der zu dieser Zeit Chef des Stabes der kongolesischen Armee war. Der Leiter der CIA im Kongo, Lawrence R. Devlin, machte ihm finanzielle Zusagen, sollte er mit der Armee auf die Hauptstadt vorrücken.

### Putsch und geplanter Mordanschlag gegen Lumumba
Die folgenden Ereignisse wurden unter dem Begriff „Kongo-Wirren“ bekannt. Staatspräsident Joseph Kasavubu verbündete sich mit Unterstützung der USA mit Oberst Joseph Mobutu (der sich später Mobutu Sese Seko nannte), einem früheren Weggefährten Lumumbas, gegen diesen. Lumumba wurde am 5. September 1960 auf Drängen der USA aus seinem Amt als Ministerpräsident entlassen. Kasavubu machte Lumumba öffentlich für Massaker durch die Streitkräfte während der Invasion von Süd-Kasai und für die Beteiligung der Sowjets im Land verantwortlich. Lumumba erklärte daraufhin Kasavubu für abgesetzt. Einen Tag später machte das kongolesische Parlament Lumumbas Entlassung rückgängig. Am 12. September 1960 veranlasste Kasavubu die neuerliche Entlassung und beauftragte den neuen Oberkommandierenden der Armee, Mobutu, mit der Verhaftung Lumumbas. Der konnte sich ihr jedoch entziehen.
Am 14. September 1960 übernahm die Armee unter Mobutu in einem mit den USA abgesprochenen Putsch die Macht. Kasavubu blieb offizielles Staatsoberhaupt. Lumumba wurde unter Hausarrest gestellt, blieb aber unter dem Schutz der UN-Truppen. Daraufhin erhielt der Leiter der CIA im Kongo, Lawrence R. Devlin, den Auftrag, Lumumba zu töten, nach einigen Quellen auf Befehl von US-Präsident Dwight D. Eisenhower persönlich, führte diesen Auftrag aber nicht aus.

### Flucht und Ermordung
Am 27. November 1960 gelang Lumumba die Flucht aus Léopoldville; kurz darauf wurde er von Oberst Mobutus Truppen bei Mweka (Kasaï) festgenommen und am 1. Dezember 1960 nach Thysville gebracht, um für einen Gerichtsprozess zur Verfügung zu stehen. Nach einer Militärmeuterei in Thysville am 13. Januar 1961 konnte Lumumba am 17. Januar mit zwei seiner Getreuen nach Élisabethville (Katanga) fliehen. Dort wurde er bei seiner Ankunft angegriffen und tauchte darauf wieder unter. Am 10. Februar verbreitete sich das Gerücht, dass er entkommen sei.
Von der Regierung Moïse Tschombés wurde am 13. Februar bekanntgegeben, dass Lumumba von gegen ihn feindlich eingestellten Einwohnern getötet worden sei. Weil das Ersuchen des Roten Kreuzes, ihn während seiner Gefangenschaft in Katanga sehen zu können, konsequent abgelehnt worden war, besteht weitgehend die Annahme, dass das Regime ihn bereits vor der Bekanntgabe seines Todes ermordet hat. In vielen Teilen der Welt fanden angesichts dieser Ereignisse Protestveranstaltungen statt. Andere Quellen gehen vom 17. Januar 1961 als seinem Todestag aus und unterscheiden sich hinsichtlich der Darstellung der Todesumstände.

## Aufarbeitung der Ermordung
Die genauen Umstände von Lumumbas Tod waren der Allgemeinheit lange Zeit unbekannt. Nach einigen Quellen wurde er bereits auf dem Flug nach Élisabethville so schwer misshandelt, dass er kurz darauf starb. Sein Sohn François Lumumba erhob darauf Anklage in Belgien, um die Umstände der Tötung seines Vaters aufzuklären. Eine am 23. März 2000 eingerichtete Untersuchungskommission des belgischen Parlaments rekonstruierte die Ereignisse um Lumumbas Tod und legte am 16. November 2001 ihren Abschlussbericht vor – vierzig Jahre nach der Tat. Der Bericht in niederländischer und französischer Sprache umfasst 988 Seiten.
Demnach wurden Lumumba und seine Begleiter von Mobutus Männern gefangen genommen, per Flugzeug zu Moïse Tschombé nach Katanga verschleppt und dort in eine Waldhütte gebracht. Lumumba und seine Gefolgsleute Joseph Okito und Maurice Mpolo wurden gefoltert. Danach erschienen seine politischen Gegner Tschombé, Kimba und belgische Politiker, beschimpften die Gefangenen und bespuckten sie. Am 17. Januar 1961 wurden Patrice Lumumba und seine zwei Getreuen von katangischen Soldaten unter belgischem Kommando erschossen und zunächst an Ort und Stelle vergraben. Um die Tat zu vertuschen, wurden die Leichen wenige Tage später exhumiert. Lumumbas Leichnam wurde zerteilt, mit Schwefelsäure aufgelöst, die von einer belgischen Minengesellschaft bereitgestellt worden war, und seine letzten sterblichen Überreste schließlich verbrannt. Obwohl die Tötung Dorfbewohnern angelastet wurde (Lumumba assassiné par des villageois), sahen die meisten Medien den Schuldigen in Tschombé.
In ihrem Schlussbericht kam die Kommission zu dem Ergebnis, dass der belgische König Baudouin von den Plänen zur Tötung Lumumbas gewusst und dieses Wissen nicht an die Regierung weitergegeben hatte. Fest steht, dass die belgische Regierung Lumumbas Gegner im Kongo logistisch, finanziell und militärisch unterstützt hat. König Baudouin wird eine Mitschuld zugeschrieben, da er unter Umgehung der politischen Instanzen seine eigene postkoloniale Politik betrieben habe.
Ältere Untersuchungen waren zu dem Ergebnis gekommen, dass die Tötung Lumumbas direkt von den Regierungen Belgiens und der USA angeordnet und vom amerikanischen Geheimdienst CIA und örtlichen, von Brüssel finanzierten Helfern ausgeführt wurde. Das US-amerikanische Church Committee veröffentlichte in den Jahren 1975 und 1976 Dokumente, die nahelegen, dass US-Präsident Dwight D. Eisenhower schon im August 1960 der CIA den Befehl erteilt habe, Lumumba mittels Gift zu liquidieren. So kam am 26. September ein CIA-Wissenschaftler unter dem Namen „Joseph Schneider“, bei dem es sich tatsächlich um den Leiter von MKULTRA, Sidney Gottlieb, handelte, in der kongolesischen Hauptstadt Léopoldville an, um tödliche biologische Materialien (z. B. Anthrax, Tuberkulose, Tularämie) zu übergeben. Die Verschwörung wurde aufgegeben, angeblich weil Larry Devlin, Chef der CIA-Station für den Kongo, die Erlaubnis verweigerte. Dazu führt Tim Weiner in seinem 2007 veröffentlichten Werk CIA: Die ganze Geschichte weitere Belege an.
Am 22. Juni 2010 kündigte Lumumbas Sohn Guy-Patrice Lumumba in Brüssel eine Klage gegen zwölf Belgier an, die 1961 in die Ermordung seines Vaters verwickelt gewesen sein sollten. Die Klage sollte im Oktober 2010 vor einem Brüsseler Strafgericht eingereicht werden. Im Dezember 2012 entschied ein Berufungsgericht in Brüssel, dass die belgische Staatsanwaltschaft Ermittlungen zum Mord an Lumumba einleiten dürfe.[veraltet] Als Folge dieser Entscheidung entschuldigte sich der damalige belgische Premierminister Guy Verhofstadt offiziell bei der Demokratischen Republik Kongo.
Calder Walton schrieb Anfang 2013 in seinem Buch Empire of Secrets: British intelligence, the Cold War and the Twilight of Empire über die Geschichte des britischen Geheimdienstes MI6, dass es unklar sei, wer die Ermordung Lumumbas organisiert habe und welche Rolle Großbritannien dabei gespielt habe. Nachdem im London Review of Books eine Kritik zu Waltons Werk erschienen war, schrieb der Politiker David Lea an das Magazin, dass dies nicht mehr unklar sei. Daphne Park habe ihm einige Monate vor ihrem Tod berichtet, dass der MI6 sehr wohl etwas mit Lumumbas Hinrichtung zu tun gehabt habe, da diese von ihr organisiert worden sei. Park leitete von 1959 bis 1961 de facto die Operationen des MI6 in Léopoldville.

## Rückgabe sterblicher Überreste durch Belgien, Lumumbas Zahn
Einziger verbliebener Überrest von Patrice Lumumba ist ein Zahn mit einer Goldkrone, den der belgische Polizeioffizier Gérard Soete bei der Beseitigung des Leichnams „als eine Art Jagdtrophäe“ an sich genommen hatte, ohne dass dies jemand wusste. Soete starb 2000, berichtete aber vorher im belgischen Fernsehen von dem Zahn, den er über vierzig Jahre aufbewahrt hatte. Erst nach der Klage seitens Lumumbas Kindern wurde der Zahn 2016 im Haus von Soetes Tochter beschlagnahmt und anschließend von der föderalen Staatsanwaltschaft in Brüssel ohne weiteres Vorgehen verwahrt. Im Januar 2020 forderte Juliana Amato Lumumba, Tochter von Lumumba und ehemalige kongolesische Kulturministerin, in einem offenen Brief im sozialistischen Magazin Jacobin den belgischen König Philipp im Namen der Hinterbliebenen zur Herausgabe des Zahns auf.
Die Übergabe erfolgte durch den belgischen Ministerpräsidenten Alexander De Croo am 20. Juni 2022 im Verlaufe eines Staatsaktes im Egmont-Palast von Brüssel. Anschließend wurde der Zahn in die Demokratische Republik Kongo gebracht, dort in mehreren Städten gezeigt und dann in Kinshasa in einem Mausoleum in einem Sarg ausgestellt. Ein DNA-Test wurde nicht durchgeführt, da nach Angaben der belgischen Staatsanwaltschaft bei der Probenentnahme der Zahn zerstört würde.

## Familie
Ungefähr ein Jahr nach seiner Ankunft in Stanleyville heiratete Lumumba Henriette Maletaua. Die Ehe hielt bis 1947. Im Juni 1947 heiratete er Hortense Sombosia, von der er im Februar 1951 geschieden wurde.
1947 traf Lumumba in Leopoldville zum ersten Mal seine spätere Geliebte Pauline Klie, die zu diesem Zeitpunkt bereits eine Tochter hatte. Sie war mit Mutter und Vater, der für das Office des Transports congolais (OTRACO) arbeitete, nach Leopoldville gezogen. Die Beziehung endete mit dem Wegzug ihrer Familie, bevor sich die beiden 1948 wieder in Stanleyville trafen. Am 20. September 1951 brachte Pauline Klie Lumumbas erstes Kind François zur Welt. Sie zog zurück nach Leopoldville, als Lumumba im selben Jahr heiratete. Die beiden blieben jedoch weiterhin in Kontakt: So sorgte Lumumba finanziell für seinen Sohn, und Pauline Klie besuchte Lumumba 1960 während seines Hausarrests.
Lumumbas dritte Ehe war eine arrangierte Ehe. Er heiratete 1951 Pauline Opago (* ca. 1937). Sein Bruder Emile hatte bei ihrer Familie in Wembo-Nyama für Lumumba geworben. Aus dieser Ehe gingen vier Kinder hervor:
- Patrice (* 18. September 1952)
- Juliana (* 23. August 1955)
- Roland-Gilbert (* 1958)
- Marie Christine (1960–1960)

1960 traf Lumumba seine Sekretärin und spätere Geliebte Alphonsine Masuba. Sie brachte nach seinem Tod den Sohn Guy zur Welt.

## Rezeption

### Lumumba als Symbolfigur
Patrice Lumumba wurde zu einem politischen Mythos und zum Vorkämpfer der afrikanischen Unabhängigkeitsbewegung. Als charismatischer Anführer und Opfer im Kampf um die Freiheit des Kongo von der kolonialen Herrschaft wurde er zu einer Symbolfigur des antiimperialistischen Kampfes in Afrika.

« Mort, Lumumba cesse d’être une personne pour devenir l’Afrique toute entière […]. »

„Seit Lumumba tot ist, hört er auf, eine Person zu sein. Er wird zu ganz Afrika.“

### Ehrungen
Von Februar 1961 bis 1992 war die Moskauer Universität der Völkerfreundschaft nach Patrice Lumumba benannt. In Leipzig wurde im April 1961, drei Monate nach seinem Tod, die Döllnitzer Straße in Lumumbastraße umbenannt und im November desselben Jahres ein Denkmal vor dem dort befindlichen Herder-Institut eingeweiht. Dieses wurde 1997 geschändet und 2011 auf Privatinitiative und spendenfinanziert erneuert und enthüllt. Ein weiteres Denkmal befindet sich in Bamako, der Hauptstadt Malis. Im Jahr 1961 gab die sowjetische Post eine Gedenkbriefmarke für Lumumba heraus. Die Escola Preparatória Patrice Lumumba in São Tomé und Príncipe ist ihm gewidmet.
Auf dem Gelände der FDGB-Hochschule in Bernau bei Berlin wurde im Rahmen des Afro-Asiatischen Gewerkschaftslehrgangs 1961 die Lumumba-Eiche gepflanzt.
Am 30. Juni 2018 wurde in der belgischen Hauptstadtregion Brüssel in der Gemeinde Ixelles ein Square Patrice Lumumba eingeweiht, vormals Square du bastion, am Eingang zum kongolesisch geprägten Stadtviertel Matonge unmittelbar neben der Porte de Namur.

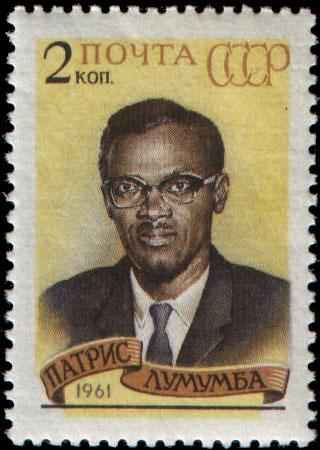
sowjetische Briefmarke (1961)
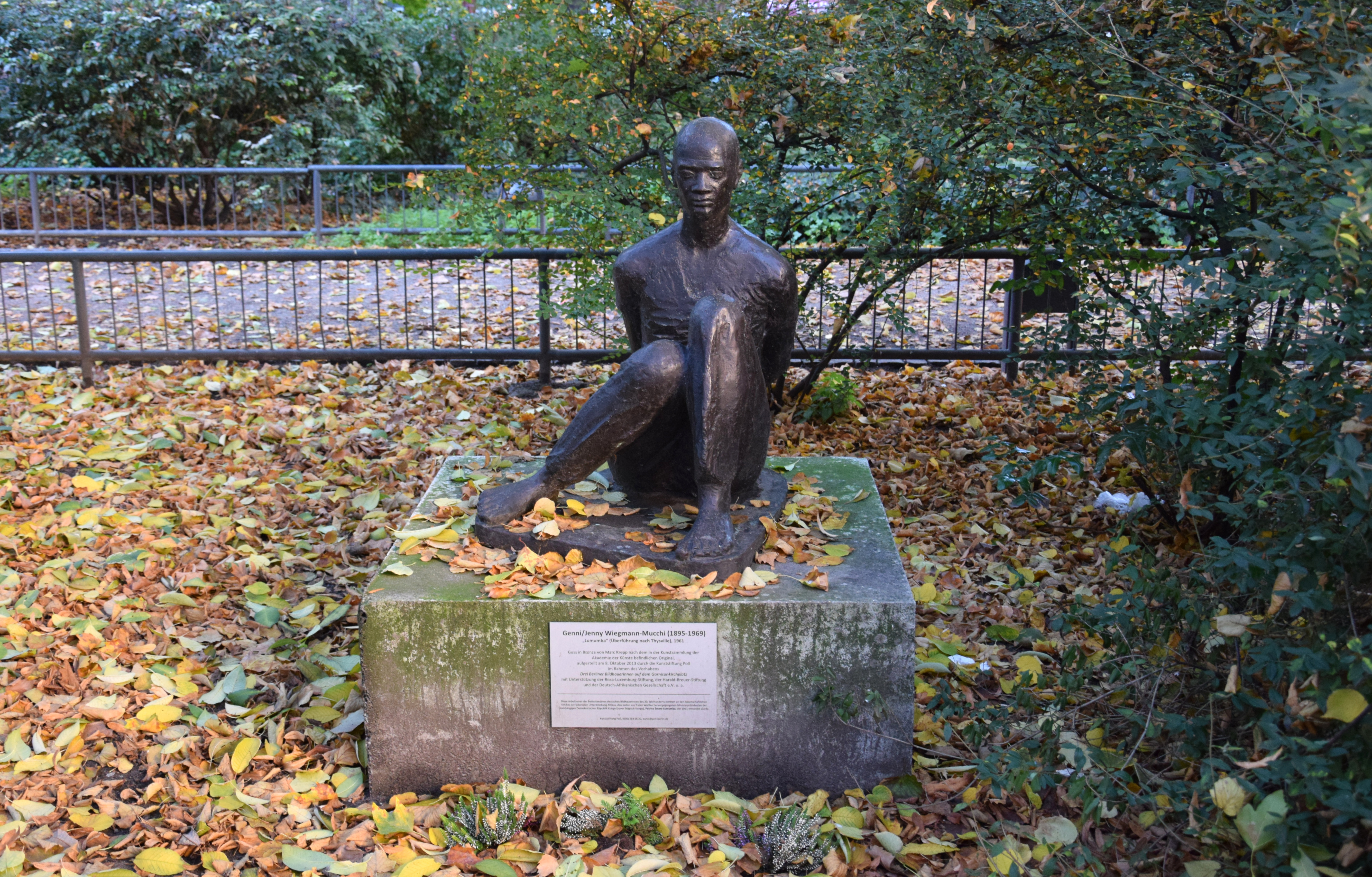
Skulptur von Jenny Mucchi-Wiegmann auf dem Garnisonkirchplatz, Berlin-Mitte (1961)
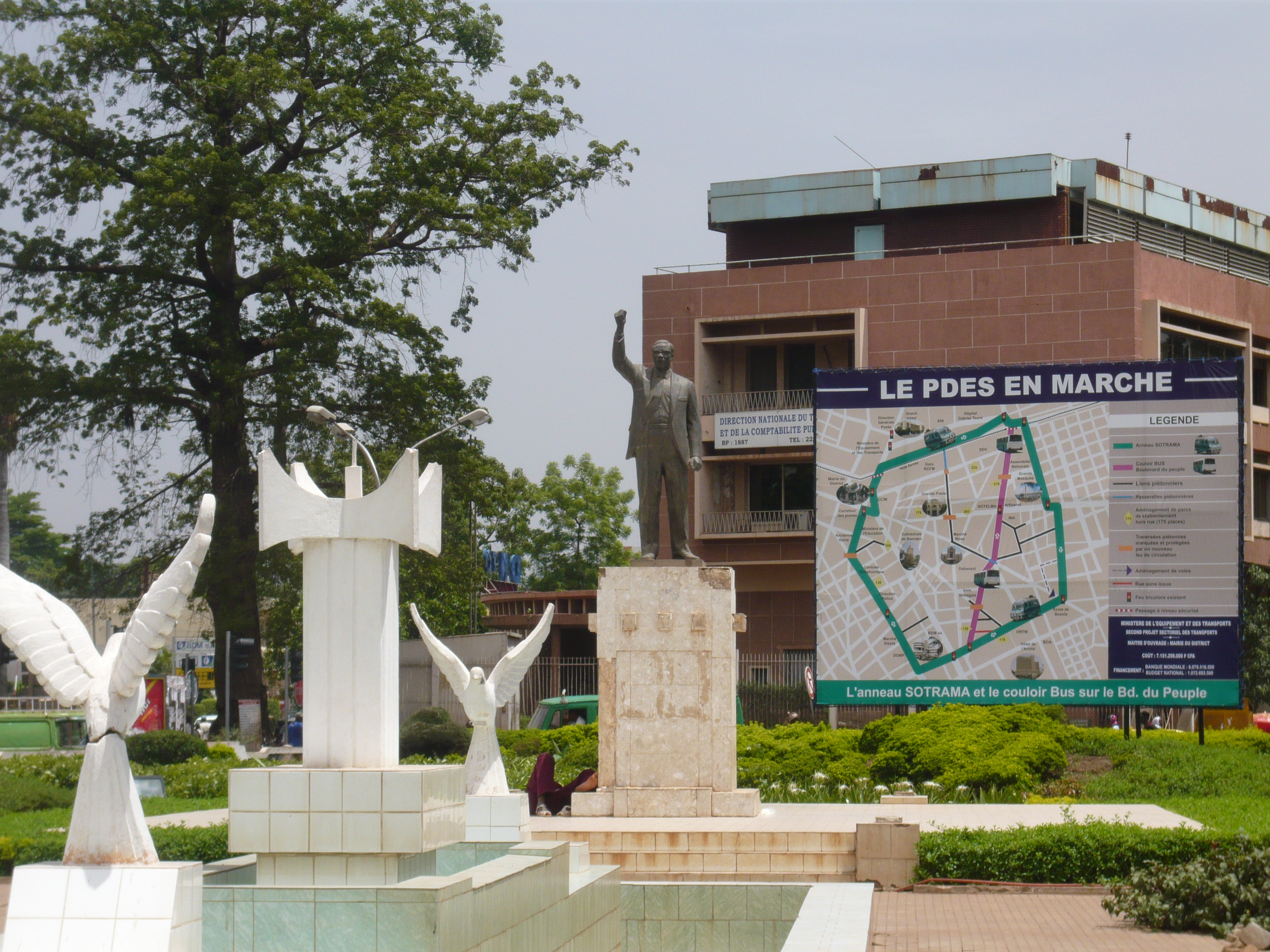
Denkmal in Bamako (2008)
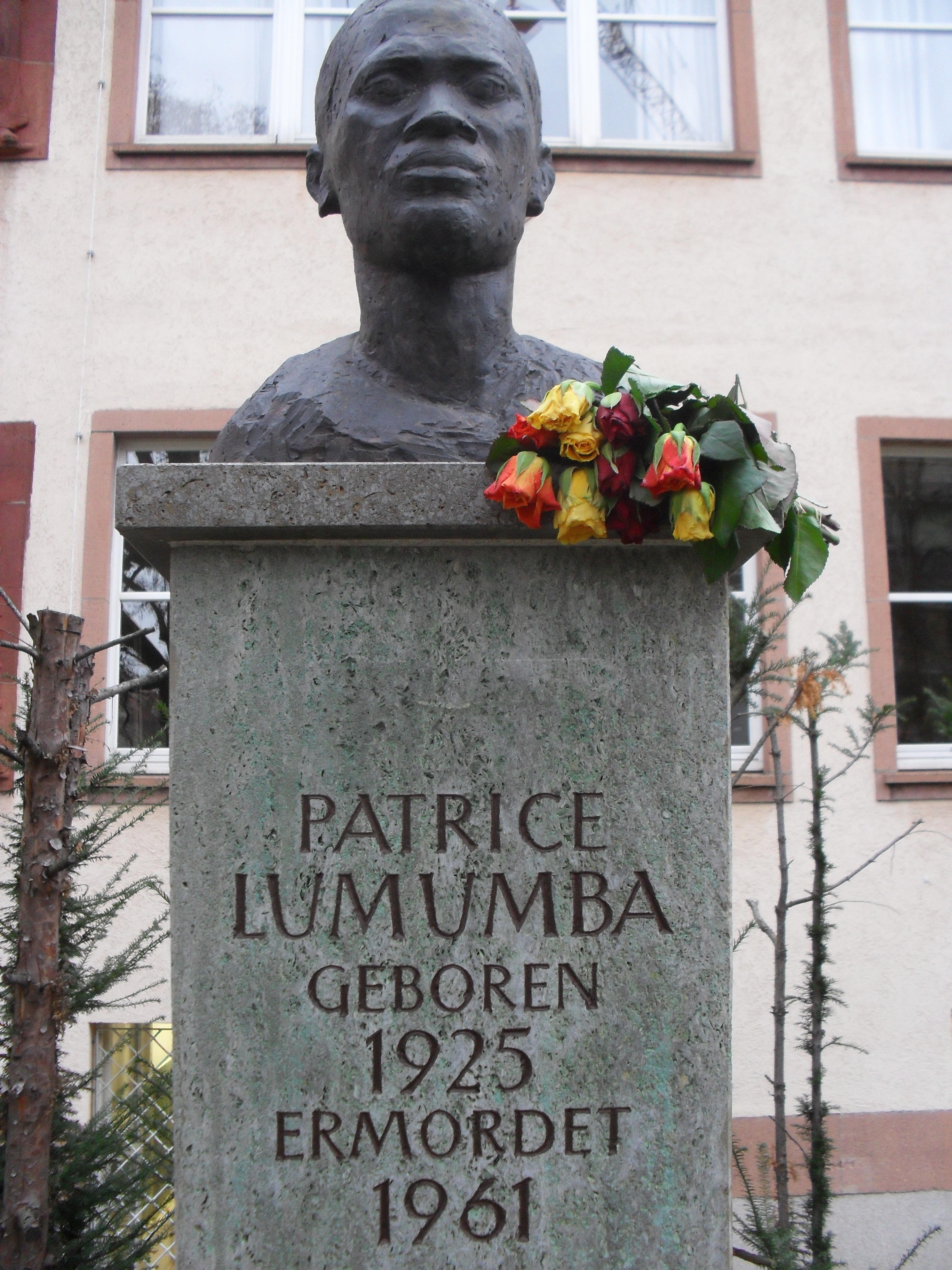
Denkmal in Leipzig (2012)
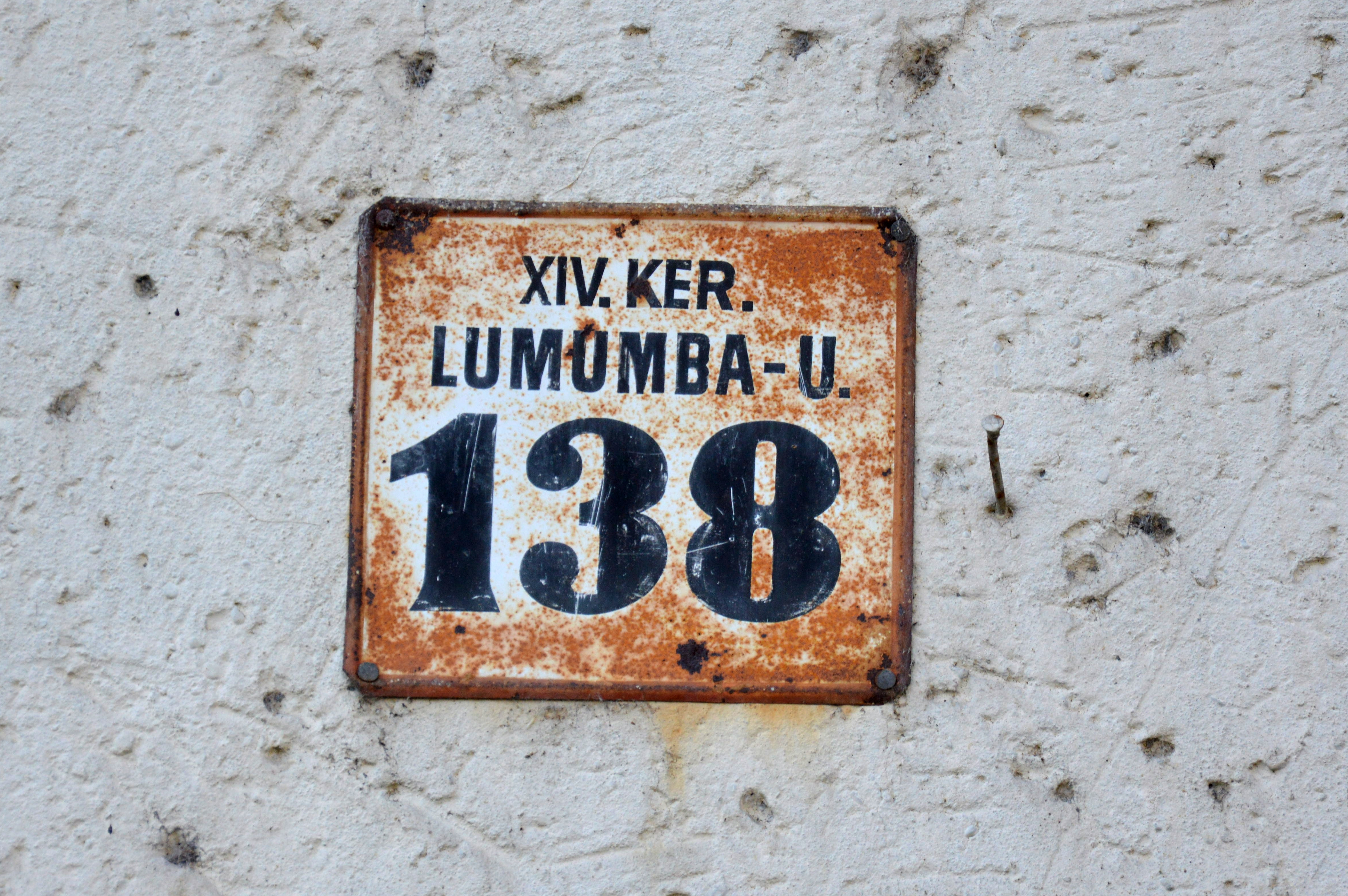
Straßenschild in Budapest (2014)

Im Oktober 2013 wurde ein Bronzeguss der Plastik „Lumumba (Überführung nach Thysville)“ der Bildhauerin Jenny Mucchi-Wiegmann auf dem Garnisonkirchplatz, Berlin-Mitte, aufgestellt und durch Lothar C. Poll und die kongolesische Botschafterin Clémentine Shakembo Kamanga der Öffentlichkeit übergeben. Das Original von 1961 befindet sich in der Kunstsammlung der Akademie der Künste Berlin-Brandenburg. An der Zeremonie nahmen auch der älteste Sohn Lumumbas, François Emery Tolenga Lumumba, und Senator Leonard She Okitundu teil.

### Weitere Darstellungen Lumumbas in der bildenden Kunst
- Eberhard Bachmann: Patrice Lumumba, Ministerpräsident der Republik Kongo (Porträtplastik, 1961, Gips, getönt)[41]

- Rudolf Oelzner: Lumumba (Porträtplastik, 1961, Bronze)[42]

### Musik, Lyrik und Theater
Paul Dessau komponierte 1963 das Requiem für Lumumba auf einen Text von Karl Mickel, eigentlich eine Passionsmusik in der Nachfolge der Bachschen Passionen. Es wurde 1964 in Leipzig uraufgeführt. Peter Hacks widmete den Umständen von Lumumbas Tod ein Gedicht.
Der irische Politiker und Journalist Conor Cruise O’Brien veröffentlichte im Jahr 1968 das Theaterstück Murderous Angels. Dessen deutsche Fassung von Dagobert Lindlau erschien im Jahr 1971 unter dem Titel Mörderische Engel. O’Brien hatte ab Mai 1961 für UN-Generalsekretär Dag Hammarskjöld gearbeitet, der im September 1961 auf einer Kongo-Friedensmission starb und dessen Tod ebenfalls mit König Baudouin in Verbindung gebracht wurde. O’Brien beschuldigt Hammarskjöld und die westliche Welt, schuld am „Fall und Tod“ von Lumumba zu sein.
Die deutsche Erstaufführung des Theaterstücks Im Kongo von Aimé Césaire am Deutschen Schauspielhaus in Hamburg wurde am 24. Februar 1968 zu einem Ereignis, das in die deutsche Theatergeschichte einging. Schon vor der Vorstellung verteilten SDS-Mitglieder Flugblätter, während der Vorstellung wurden gegen den US-Imperialismus und gegen die Springer-Presse gerichtete Losungen skandiert, und nach Ende der Aufführung blieben 400 bis 500 Zuschauer im Theatersaal und diskutierten bis weit nach Mitternacht mit dem Intendanten des Theaters, der Regisseurin, dem Lumumba-Darsteller und dem Césaire-Verleger Klaus Wagenbach über die politische Intention des Stücks und seine theatrale Umsetzung.
Fast wäre es im Jahr darauf, 1969, auch in der DDR zu einer Inszenierung von Césaires Lumumba-Stücks gekommen, und zwar am Deutschen Theater in Ostberlin in einer von Heiner Müller mit einem neuen, theaterwirksameren Ende versehenen und in Gänze neu übersetzten Version. Nachdem allerdings staatlicherseits ein neuer, „linientreuer“ Intendant eingesetzt worden war, setzte dieser die praktisch fertige Inszenierung ohne Erklärung kurzerhand vom Spielplan ab.
Auf ihrem 1974 veröffentlichten Album Keep Me In Mind widmete die südafrikanische Musikerin Miriam Makeba Lumumba den gleichnamigen Titel, der von ihrer Tochter Bongi Makeba geschrieben wurde; diese beschreibt darin, dass sie ihren Sohn Nelson Lumumba Lee nach Lumumba benannt habe.

### Dokumentarfilme
Raoul Peck, ein geborener Haitianer, der einen Teil seiner Kindheit in Léopoldville verbracht hatte, veröffentlichte 1990 den Dokumentarfilm Lumumba – Tod des Propheten. Im Jahr 2000 folgte sein Spielfilm Lumumba (Französisch mit deutschen Untertiteln). Die Koproduktion von Frankreich, Belgien, Haiti und Deutschland zeigt den Aufstieg und die Ermordung Lumumbas. Die Titelrolle wird von dem französischen Schauspieler Eriq Ebouaney gespielt.
Die TV-Dokumentation Mord im Kolonialstil von Thomas Giefer aus dem Jahre 2000 (für die er den Adolf-Grimme-Preis mit Gold erhielt) fasst die damaligen Ereignisse anhand der Interviews mit mehreren ehemaligen Mitarbeitern und Offizieren der CIA und des belgischen Geheimdienstes zusammen. Diese gaben darin erstmals vor laufender Kamera zu, persönlich an der Tötung Lumumbas und seiner Begleiter sowie der Beseitigung der sterblichen Überreste beteiligt gewesen zu sein. Der ehemalige belgische Polizeikommissar Gérard Soete besaß noch die Schneidezähne von Patrice Lumumba, die er auch vorzeigte.
Weitere Dokumentationen/TV-Beiträge entstanden 2006 anlässlich Lumumbas 45. Todestag durch Jihan El Tahri und Birgit Morgenrath.
Der 2024 erschienene Dokumentarfilm Soundtracks to a coup d’Etat von Johan Grimonprez behandelt ebenfalls Lumumbas Rolle bei den Unabhängigkeitsbestrebungen Kongos der Jahre 1960 und 1961.